# Waveboard
El waveboard o wave (de ola en inglés, por su similitud con el movimiento de una tabla de surf en una ola) es un deporte terrestre que se práctica con un wave, un artilugio mezcla de skate, surf y snowboard.
Se compone de dos plataformas pivotables unidas por una barra flexible. Estas plataformas tienen unida una rueda con capacidad de giro de 360° cada una. Las ruedas contienen dos clavijas, que se alternan según el giro de la rueda y ofrecen cierta resistencia (producen un poco de ruido en algunos giros).
En algunas versiones puede variar el modo de unión de las plataformas, junto con el diseño de la tabla.

## Movimiento

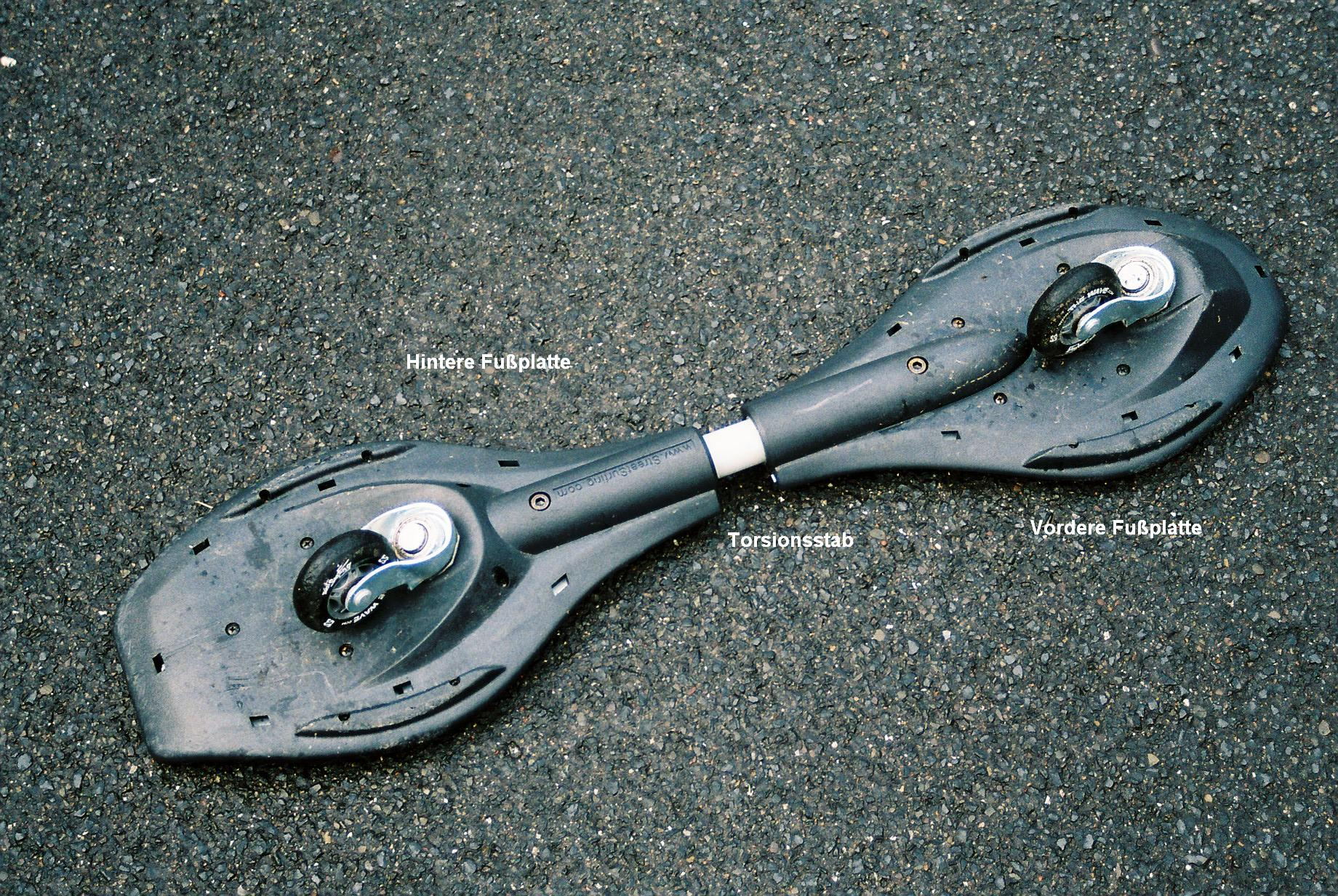
Detalles de un waveboard

Para su uso no requiere pisar el suelo en ningún momento. La persona se sube colocando un pie en la plataforma de delante (más o menos a la mitad), impulsándose con el de atrás y termina de subirse colocando este en la plataforma trasera. A partir de ahí se mueve el cuerpo de cintura para abajo, especialmente los pies, describiendo un movimiento en forma de {\displaystyle S} parecido al de un pez. Ha de ser completamente fluido, sin movimientos bruscos si se quiere coger velocidad.
Para girar se ha de flexionar la plataforma trasera en la dirección contraria a la que se desea ir, flexionando al mismo tiempo la delantera de forma opuesta a la trasera para equilibrarse.
Al igual que en snowboard o skateboard, se pueden llegar a lograr infinidad de trucos,.
, como: desplazamiento lateral, bajada de escalones , manual , nouse manual , subirse al patinete de espaldas , subida de salto ,  giro azanzado , cambio patinete ....

## Comunidades
Hay diferentes comunidades de Street Surfing donde los wavers se conocen y practican Street Surfing juntos.
De momento Street Surfing en España consta de dos:
1. Valladolid[2]
2. Catalunya[3]

## Principios
Este elemento fue creado por el año 1985 cuando un surfista de San Diego, California, llamado Tony Finn  inventó una tabla a la cual denominó Waveboard.